# Gandu (kommun)
Gandu är en kommun i Brasilien.   Den ligger i delstaten Bahia, i den östra delen av landet, 900 km öster om huvudstaden Brasília. Antalet invånare är 30 329.
Följande samhällen finns i Gandu:
- Gandu

Omgivningarna runt Gandu är en mosaik av jordbruksmark och naturlig växtlighet. Runt Gandu är det ganska glesbefolkat, med 38 invånare per kvadratkilometer.